# フォーブス・グローバル2000
フォーブス・グローバル2000（Forbes Global 2000）は、フォーブス誌が毎年発表する、世界の公開会社（public company）上位2000社のランキングリストである。順位は、Sales（売上高）、Profits（利益）、Assets（資産）、Market Value（市場価値）の4つの要素に基づいて決められている。2003年以来毎年発行されている。

## 2024年版リスト
上位100社は以下の通り。全順位は外部リンクを参照。

## 過去のリスト
| フォーブス・グローバル2000 （2003年－2023年、上位10社） | フォーブス・グローバル2000 （2003年－2023年、上位10社） | フォーブス・グローバル2000 （2003年－2023年、上位10社） | フォーブス・グローバル2000 （2003年－2023年、上位10社） | フォーブス・グローバル2000 （2003年－2023年、上位10社） | フォーブス・グローバル2000 （2003年－2023年、上位10社） | フォーブス・グローバル2000 （2003年－2023年、上位10社）   | フォーブス・グローバル2000 （2003年－2023年、上位10社）   | フォーブス・グローバル2000 （2003年－2023年、上位10社）   | フォーブス・グローバル2000 （2003年－2023年、上位10社）   | フォーブス・グローバル2000 （2003年－2023年、上位10社）                     |
| 年                                                      | 1位                                                     | 2位                                                     | 3位                                                     | 4位                                                     | 5位                                                     | 6位                                                       | 7位                                                       | 8位                                                       | 9位                                                       | 10位                                                                        |
| ------------------------------------------------------- | ------------------------------------------------------- | ------------------------------------------------------- | ------------------------------------------------------- | ------------------------------------------------------- | ------------------------------------------------------- | --------------------------------------------------------- | --------------------------------------------------------- | --------------------------------------------------------- | --------------------------------------------------------- | --------------------------------------------------------------------------- |
| 2023年                                                  | JPモルガン・チェース                                    | サウジアラムコ                                          | 中国工商銀行                                            | 中国建設銀行                                            | 中国農業銀行                                            | バンク・オブ・アメリカ                                    | Alphabet                                                  | エクソン・モービル                                        | マイクロソフト                                            | Apple                                                                       |
| 2022年                                                  | バークシャー・ハサウェイ                                | 中国工商銀行                                            | サウジアラムコ                                          | JPモルガン・チェース                                    | 中国建設銀行                                            | Amazon.com                                                | Apple                                                     | 中国農業銀行                                              | バンク・オブ・アメリカ                                    | トヨタ自動車                                                                |
| 2021年                                                  | 中国工商銀行                                            | JPモルガン・チェース                                    | バークシャー・ハサウェイ                                | 中国建設銀行                                            | サウジアラムコ                                          | Apple / バンク・オブ・アメリカ / 中国平安保険（同一順位） | Apple / バンク・オブ・アメリカ / 中国平安保険（同一順位） | Apple / バンク・オブ・アメリカ / 中国平安保険（同一順位） | 中国農業銀行                                              | Amazon.com                                                                  |
| 2020年                                                  | 中国工商銀行                                            | 中国建設銀行                                            | JPモルガン・チェース                                    | バークシャー・ハサウェイ                                | サウジアラムコ / 中国農業銀行（同一順位）               | サウジアラムコ / 中国農業銀行（同一順位）                 | 中国平安保険                                              | バンク・オブ・アメリカ                                    | Apple                                                     | 中国銀行                                                                    |
| 2019年                                                  | 中国工商銀行                                            | JPモルガン・チェース                                    | 中国建設銀行                                            | 中国農業銀行                                            | バンク・オブ・アメリカ                                  | Apple                                                     | 中国平安保険                                              | 中国銀行                                                  | ロイヤル・ダッチ・シェル                                  | ウェルズ・ファーゴ                                                          |
| 2018年                                                  | 中国工商銀行                                            | 中国建設銀行                                            | JPモルガン・チェース                                    | バークシャー・ハサウェイ                                | 中国農業銀行                                            | バンク・オブ・アメリカ                                    | ウェルズ・ファーゴ                                        | Apple                                                     | 中国銀行                                                  | 中国平安保険                                                                |
| 2017年                                                  | 中国工商銀行                                            | 中国建設銀行                                            | バークシャー・ハサウェイ                                | JPモルガン・チェース                                    | ウェルズ・ファーゴ                                      | 中国農業銀行                                              | バンク・オブ・アメリカ                                    | 中国銀行                                                  | Apple                                                     | トヨタ自動車                                                                |
| 2016年                                                  | 中国工商銀行                                            | 中国建設銀行                                            | 中国農業銀行                                            | バークシャー・ハサウェイ                                | JPモルガン・チェース                                    | 中国銀行                                                  | ウェルズ・ファーゴ                                        | Apple                                                     | エクソンモービル                                          | トヨタ自動車                                                                |
| 2015年                                                  | 中国工商銀行                                            | 中国建設銀行                                            | 中国農業銀行                                            | 中国銀行                                                | バークシャー・ハサウェイ                                | JPモルガン・チェース                                      | エクソンモービル                                          | 中国石油天然気集団                                        | ゼネラル・エレクトリック                                  | ウェルズ・ファーゴ                                                          |
| 2014年                                                  | 中国工商銀行                                            | 中国建設銀行                                            | 中国農業銀行                                            | JPモルガン・チェース                                    | バークシャー・ハサウェイ                                | エクソンモービル                                          | ゼネラル・エレクトリック                                  | ウェルズ・ファーゴ                                        | 中国銀行                                                  | 中国石油天然気集団                                                          |
| 2013年                                                  | 中国工商銀行                                            | 中国建設銀行                                            | JPモルガン・チェース                                    | ゼネラル・エレクトリック                                | エクソンモービル                                        | HSBCホールディングス                                      | ロイヤル・ダッチ・シェル                                  | 中国農業銀行                                              | バークシャー・ハサウェイ / 中国石油天然気集団（同一順位） | バークシャー・ハサウェイ / 中国石油天然気集団（同一順位）                   |
| 2012年                                                  | エクソンモービル                                        | JPモルガン・チェース                                    | ゼネラル・エレクトリック                                | ロイヤル・ダッチ・シェル                                | 中国工商銀行                                            | HSBCホールディングス                                      | 中国石油天然気集団                                        | バークシャー・ハサウェイ                                  | ウェルズ・ファーゴ                                        | ペトロブラス                                                                |
| 2011年                                                  | JPモルガン・チェース                                    | HSBCホールディングス                                    | ゼネラル・エレクトリック                                | エクソンモービル                                        | ロイヤル・ダッチ・シェル                                | 中国石油天然気集団                                        | 中国工商銀行                                              | バークシャー・ハサウェイ                                  | ペトロブラス                                              | シティグループ                                                              |
| 2010年                                                  | JPモルガン・チェース                                    | ゼネラル・エレクトリック                                | バンク・オブ・アメリカ                                  | エクソンモービル                                        | 中国工商銀行                                            | サンタンデール銀行                                        | ウェルズ・ファーゴ                                        | HSBCホールディングス                                      | ロイヤル・ダッチ・シェル                                  | BP                                                                          |
| 2009年                                                  | ゼネラル・エレクトリック                                | ロイヤル・ダッチ・シェル                                | トヨタ自動車                                            | エクソンモービル                                        | BP                                                      | HSBCホールディングス                                      | AT&T                                                      | ウォルマート                                              | サンタンデール銀行                                        | シェブロン                                                                  |
| 2008年                                                  | HSBCホールディングス                                    | ゼネラル・エレクトリック                                | バンク・オブ・アメリカ                                  | JPモルガン・チェース                                    | エクソン・モービル                                      | ロイヤル・ダッチ・シェル                                  | BP                                                        | トヨタ自動車                                              | INGグループ                                               | バークシャー・ハサウェイ / ロイヤルバンク・オブ・スコットランド（同一順位） |
| 2007年                                                  | シティグループ                                          | バンク・オブ・アメリカ                                  | HSBCホールディングス                                    | ゼネラル・エレクトリック                                | JPモルガン・チェース                                    | アメリカン・インターナショナル・グループ                  | エクソン・モービル                                        | ロイヤル・ダッチ・シェル                                  | UBS                                                       | INGグループ                                                                 |
| 2006年                                                  | シティグループ                                          | ゼネラル・エレクトリック                                | バンク・オブ・アメリカ                                  | アメリカン・インターナショナル・グループ                | HSBCホールディングス                                    | エクソン・モービル                                        | ロイヤル・ダッチ・シェル                                  | BP                                                        | JPモルガン・チェース                                      | UBS                                                                         |
| 2005年                                                  | シティグループ                                          | ゼネラル・エレクトリック                                | アメリカン・インターナショナル・グループ                | バンク・オブ・アメリカ                                  | HSBCホールディングス                                    | エクソン・モービル                                        | ロイヤル・ダッチ・シェル                                  | BP                                                        | INGグループ                                               | トヨタ自動車                                                                |
| 2004年                                                  | シティグループ                                          | ゼネラル・エレクトリック                                | アメリカン・インターナショナル・グループ                | エクソン・モービル                                      | BP                                                      | バンク・オブ・アメリカ                                    | トヨタ自動車                                              | BP                                                        | 連邦住宅抵当公庫                                          | ウォルマート                                                                |
| 2003年                                                  | シティグループ                                          | ゼネラル・エレクトリック                                | アメリカン・インターナショナル・グループ                | エクソン・モービル                                      | バンク・オブ・アメリカ                                  | ロイヤル・ダッチ・シェル                                  | BP                                                        | 連邦住宅抵当公庫                                          | HSBCホールディングス                                      | トヨタ自動車                                                                |

## 類似のランキングやリスト
- フィナンシャル・タイムズ・グローバル500（世界の企業の時価総額をランキングしたリスト）
- フォーチュン・グローバル500（世界の企業の収益（Revenue）をランキングしたリスト）
- フォーチュン500（アメリカ企業の収益（Revenue）をランキングしたリスト）
- インターブランド・ベスト・グローバル・ブランド・リスト（世界の企業のトップブランド・ベスト100を決めるリスト。インターブランドが集計し発表したものをビジネスウィーク誌も発表する。）
- ビジネスウィーク・トップブランド・ベスト100（世界の企業のトップブランド・ベスト100を決めるリスト。インターブランドが集計し発表したものをビジネスウィーク誌も発表する。）
- ビジネスウィーク・革新的な企業ランキング（世界の革新的な企業をランキングしたリスト）
- 半導体メーカー売上高ランキング（世界の半導体メーカーをランキングしたリスト）
- 半導体・製造装置メーカー売上高ランキング（世界の半導体製造装置メーカーの売上高をランキングしたリスト）
- 世界の軍事企業の売上高ランキング（世界の軍事企業の売上高をランキングしたリスト）